# ماجدالينا مورا
ماجدالينا مورا (بالإسبانية: Magdalena Mora)‏ هي ناشِطة وكاتِبة مكسيكية، ولدت في 1952 في ميتشواكان في المكسيك، وتوفيت في 28 مايو 1981.